# Наомі Касл
Наомі Касл (англ. Naomi Castle, 29 травня 1974) — австралійська ватерполістка.
Олімпійська чемпіонка 2000 року, учасниця 2004 року.